# Cynthia Sikes Yorkin
Cynthia Sikes Yorkin est une actrice américaine née le 2 juin 1954 à Coffeyville au Kansas.

## Filmographie
- 1975 : Emergency! : Karen Martin
- 1976 : The Rockford Files : Susan Valero
- 1976 : Jigsaw John : Toni Stroud
- 1976 : Columbo : Della Santini
- 1976 : Police Woman : Michelle
- 1982 : Ladies and Gentlemen, The Fabulous Stains : Alicia Meeker
- 1983 : Good-bye, Cruel World : Joyce
- 1983 : The Man Who Loved Women : Courtney Wade
- 1986 : That's Life! : Janice Kern
- 1988 : Arthur 2: On the Rocks : Susan Johnson
- 1990 : Love Hurts : Nancy Weaver
- 1998 : Possums (en) : Elizabeth Clark
- 2005 : Going Shopping : Lisa